# ويليام جي. ماغيري
ويليام جي. ماغيري هو سياسي أمريكي، ولد في 12 يونيو 1916، وتوفي في 2 أكتوبر 1997. نشط حزبياً في الحزب الجمهوري. وقد انتخب عضو جمعية نيوجيرسي العامة ‏.